# Merlijn Twaalfhoven
Merlijn Twaalfhoven (Wapserveen, 14 februari 1976) is een Nederlandse componist en organisator van muziekevenementen.
Zijn werken zijn uitgevoerd door het Tokyo Symphony Orchestra, Radio Filharmonisch Orkest, Nederlands Philharmonisch Orkest, Holland Symfonia, het Radio Kamer Orkest, Radio Symfonie Orkest, het Koninklijk Symphonie Orkest van Vlaanderen, Orchestra della Svizzera Italiana, het Nederlands Balletorkest, het Asko Ensemble, percussiegroep Kroumata, Slagwerkgroep Den Haag, het Conservatoriumorkest van Amsterdam, het Escher Ensemble, het Amstel Saxofoon Quartet en het Ricciotti Ensemble. Hij is betrokken bij musicforgaza.net.
Twaalfhoven werkt als lector aan de ArtEZ-hogeschool voor de kunsten, waar hij onder de noemer PopKunst onderzoek doet naar hoe met hedendaagse kunst een breed publiek bereikt kan worden zonder artistieke concessies. Hij studeerde altviool, alsmede compositie (bij Daan Manneke) aan het Conservatorium van Amsterdam, met specifieke interesse voor etnomusicologie en hedendaagse muziek door Zuid-Indiase technieken. Bij zijn afstuderen maakte hij een interactief essay over Japanse esthetiek, getiteld 'De Veelte'. Als deel van het programma “red de fagot” van het Holland Festival componeerde Twaalfhoven “Grand Subphonia voor immens veel fagotten”. Het werd in 2016 uitgevoerd door Bram van Sambeek, Pascal Gallois en 274 andere fagotspelers tijdens Holland Festival Proms in de grote zaal van het Concertgebouw Amsterdam. Twaalfhoven is lid van Componisten 96. Merlijn Twaalfhoven is oprichter van The Turn Club.
Merlijn Twaalfhoven is kernlid van de Sociaal Creatieve Raad en in 2021 werd Twaalfhoven benoemd tot lid van de Akademie van Kunsten.

## Evenementen en composities
- La Vie Urbaine, 2001

uitvoering in de Oude Kerk, Amsterdam
- La Nuit n'est pas un Chocolat, 2002-2006

nachtelijk evenement met dj's, koks, kappers, masseurs
uitvoeringen in Paradiso, Amsterdam, Tivoli in Utrecht, 013 in Tilburg en de Stadsschouwburg Groningen
- Requiem voor Alexei Larionov, 2003

muziekstuk voor symfonieorkest, acteurs en groot koor in het publiek
uitvoering in Dr. Anton Phillipszaal en in het kader van het Festival in de Branding
- La Nuit de Bratislava, 2004

uitvoering in een markthal
- Traffique, 2004

muziekstuk voor 400 blazers verdeeld in 80 groepen rondom het publiek
uitvoering tijdens de opening van de Uitmarkt op het Museumplein, Amsterdam
- La Nuit d'Europe, 30 december 2004

slotmanifestatie tijdens het cultureel programma Thinking Forward in de nieuwe toetredingslanden van de EU, in het kader van het Nederlands voorzitterschap van de EU
- C’est où la Mer, 2005

uitvoering in de duinen
- Kursk, 2005

uitvoering in het ruim van oude Sovjet-onderzeeër
- Long Distance Call, 2005

muziekstuk voor 400 muzikanten, scholieren en zangers
uitvoering aan weerszijden van de Turks-Griekse grens op Cyprus
- Symphonie voor Iedereen, 2007

muziekstuk voor 100 amateurmusici, 80 scholieren en kamerorkest
uitgevoerd door o.a. het Nederlands Philharmonisch Orkest
- Symphonie Arabica, 2008

uitvoering in Jordanië door Palestijnse vluchtelingen, ook uitgevoerd in Nederland
- TEDx Amsterdam Amsterdam, 2013

De opening werd verzorgd door het Groot Omroep Koor met een lied dat bestond uit quotes van eerdere TEDxAmsterdam-sprekers, gecomponeerd en gedirigeerd door Merlijn Twaalfhoven. De afsluiting was een samenwerking tussen verschillende artiesten zoals Claron McPhadden, het Landfill Harmonic Orchestra, PIPS:lab en anderen. Visuals van Boompje Studio, compositie en regie Merlijn Twaalfhoven.
- TEDx Amsterdam, 2016

Optredens o.a. van Merlijn Twaalfhoven met A Postcard from Aleppo en Yuri van Gelder.